# Fregata ariel

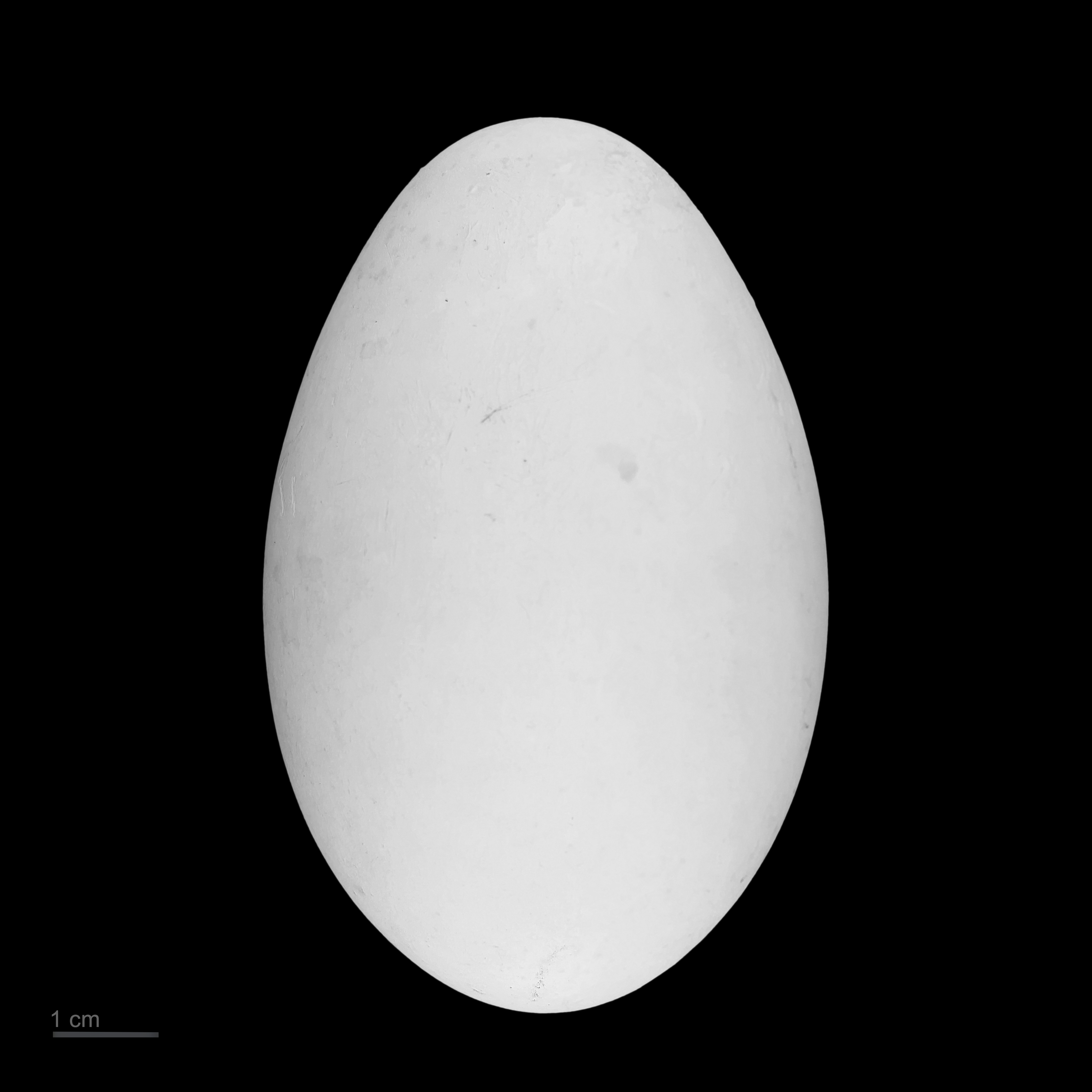
Fregata ariel

La fregata minore (Fregata ariel G.R.Gray, 1845) è un uccello marino della famiglia dei Fregatidi.

## Distribuzione e habitat
Questo uccello vive nelle regioni tropicali dell'Oceano Indiano e dell'Oceano Pacifico occidentale e centrale (soprattutto in Australia e mari limitrofi).

## Sistematica
Fregata ariel ha tre sottospecie:
- F. ariel ariel (G.R.Gray, 1845)
- F. ariel iredalei Mathews, 1914
- F. ariel trinitatis Miranda-Ribeiro, 1919